# Língua de sinais ucraniana
A Língua de Sinais Ucraniana (em Portugal: Língua Gestual Ucraniana) é a língua de sinais (pt: língua gestual) usada pela comunidade surda da Ucrânia.